# Sabelt
Sabelt è un'azienda italiana che produce sistemi di sicurezza passiva per veicoli stradali e da competizione, fondata nel 1972 da Piero e Giorgio Marsiaj.
Ha 2 sedi in Italia (Moncalieri, Piemonte). Il business è composto da tre linee: OEM, Racing e Seatbelt Special Applications.

## Storia

### Gli inizi
L'azienda inizialmente produce cinture di sicurezza per automobili di serie e da competizione grazie ad una licenza ottenuta dal gruppo inglese Britax. Il nome infatti deriva dall'inglese safety belt (cintura di sicurezza). Successivamente vengono introdotti accessori come le cinture a bretella a sei punti con fibbia a sgancio rapido e la prima fibbia a rotazione, introdotta nel 1976 su richiesta della FISA.
Esordisce nel mondo delle competizioni alla fine degli anni settanta come fornitore di cinture di sicurezza per le vetture da rally. Presto viene sviluppata una cintura a tre punti sul modello di quello utilizzato dai piloti di aerei da caccia, dotata di fibbia a rotazione con meccanismo di sgancio in uso nelle cinture da competizione. Dal mondo dei rally, Sabelt passa alla Formula 1; vi esordisce con l'Alfa Romeo a inizio anni ottanta, e a cui seguono Renault, Williams, Ligier, Arrows, Ferrari ed altre scuderie.
Nelle automobili di serie fornisce da subito (in un capannone non casualmente di fronte alla Fiat) la quota delle auto Fiat destinate all'estero dal momento che all'epoca, in Italia, non vigeva l'obbligo di allacciarle: arriverà soltanto nel 1989.

### Agli americani di TRW
Nel 1985 l'80% della società (che copre il 60% delle ordinazioni Fiat, Alfa e Lancia) è acquisito dal colosso americano TRW (7 miliardi di dollari di giro d'affari). Marsiaj guida le operazioni italiane della stessa TRW. Nel 1989 diventa fornitore ufficiale della Scuderia Ferrari per le cinture di sicurezza e, nel triennio 2002-2004, per tute, calzature ed accessori a piloti e meccanici.
Nel 1993, l'azienda estende la propria produzione anche ai sistemi di ritenuta per l'infanzia e successivamente a una serie di accessori per le competizioni, come sedili in carbonio, pedaliere, barre di rinforzo e sospensioni, e abbigliamento tecnico specifico per piloti e meccanici.

### Primo ritorno in famiglia
Nel 2000, dopo 15 anni di coabitazione con TRW, la famiglia Marsiaj riprende il controllo della società. Nel corso dei primi anni 2000 l'azienda entra anche nel segmento dei sedili per le auto stradali e sviluppa prodotti che equipaggeranno vetture come le Ferrari F430 Scuderia e Ferrari 458 Italia, la Renault Mégane Radicale, le 500 Abarth e Tributo Ferrari e la Punto Abarth EVO, le vetture di lusso della McLaren. Nello stesso tempo, per concentrarsi sul core business e finanziare gli investimenti, cede il settore degli airbag.

### Al Gruppo Brembo
Nel 2008 entra a far parte del Gruppo Brembo che acquisisce il 65% del pacchetto azionario con l'intento di creare un polo italiano della componentistica.
La società è stata, durante la sua storia, fornitore ufficiale di numerosi team e scuderie, tra cui Scuderia Ferrari, Red Bull Racing,  McLaren nel Campionato mondiale di Formula 1, Citroën WRC e Aston Martin nella Le Mans Series.

### Secondo ritorno in famiglia
Nel 2015 la famiglia Marsiaj riprende nuovamente il controllo dell'azienda. Nello stesso anno è ceduto il settore dei seggiolini di sicurezza per bambini. La società rinnova il management attingendo anche all'interno del gruppo Fiat, si consolida nel settore delle auto sportive e di lusso ma punta anche sull'aerospaziale: cinture Sabelt sono montate a bordo di Cygnus, il modulo spaziale realizzato a Torino da Thales Alenia Space per rifornire la stazione spaziale Nasa di viveri e equipaggiamenti.